# Египат на Зимским олимпијским играма 1984.
Египат се први и једини пут (до 2018) на Зимским олимпијским играма такмичио 1984. у Сарајеву у Југославији. Једини учесник је био млади алпски скијаш Џамил ел Риди (18 год и 115 дана), који се такмичио у три дисциплине, али није освојио медаљу, нити је постигао бољи пласман.

## Историја
Пре 1984. Египат је слао спортисте на 11 Летњих олимпијских игара (3 пута као Уједињена Арапска Република, на Олимпијске међуигре 1906. и коњички део Летњих олимпијских игара 1956. одржан у Стокхолму. На Зимским олимпијским играма није учествовао до 1984, а ни после тога.

## Алпско скијање
Ел Реди је рођен у Каиру, од оца Египчанина и мајке Американке која је предавала енглески на Америчком универзитету у Каиру. Прешао је у Платсбург, када је његова породица напустила Егиипат после Шестодневног рата, познатог и као Арапско-израелски рат 1967.. Уз помоћ оца који му је био тренер постао је успешан скијаш у средњој школи. Изабран је да заступа Египат на Зимским олимпијским играма 1984. године у доби од 18 година, упркос томе што се никада није такмичио на међународном нивоу. Припремао се 40 дана у египатској пећини испуњеној змијама и шкорпијама како би ојачао своју менталну одлучност. Такмичио се у три дисциплине, а најбољии пласма било му је 46 место од 46 учесника у слалому. Био је 60 од 61 учесника у спусту, завршивши на минуту иза претпоследног, Грка Лазароса Арходопулоса и није успео да заврши трку у велеслалому, након пада у првој вожњи.
Мушкарци
| Скијаш        | Дисциплина | 1. трка | 1. трка | 2, трка | 2, трка | Укупно  | Укупно      | Детаљи |
| Скијаш        | Дисциплина | Време   | Место   | Time    | Време   | Место   | Време       | Детаљи |
| ------------- | ---------- | ------- | ------- | ------- | ------- | ------- | ----------- | ------ |
| Џамил ел Реди | спуст      |         |         |         |         | 3:13,86 | 60 /60 (61) |        |
| Џамил ел Реди | велеслалом | НЗ      | –       | –       | –       | НЗ      | БП          |        |
| Џамил ел Реди | слалом     | 1:30,56 | 65      | 1:26,37 | 46      | 2:56,93 | 46          |        |